# Tomáš Ujfaluši
Tomáš Ujfaluši (* 24. března 1978 Rýmařov) je bývalý český fotbalový obránce, reprezentant a odchovanec SK Sigma Olomouc. Ze zdravotních důvodů (nedoléčené koleno) se rozhodl 1. prosince 2013 ukončit hráčskou kariéru.
Tomáš Ujfaluši se narodil 24. března 1978 v Rýmařově. Ve čtyřech letech dostal svoje první kopačky, s fotbalem začínal v týmu TJ Rýmařov jako obránce, ale díky jeho schopnosti rozehrávat akce byl trenéry přesunut do zálohy. Do obrany se ale nakonec vrátil a podle některých médií byl během svého působení v Atléticu Madrid jedním z nejlepších obránců nejen v České republice, ale i v Evropě.
Od prosince 2013 působil ve vedení tureckého klubu Galatasaray Istanbul.
Je také členem týmu Real TOP Praha, v jehož dresu se zúčastňuje charitativních zápasů a akcí.

## Klubová kariéra

### Sigma Olomouc
Prvním velkým přestupem byl pro Ujfalušiho přestup do Sigmy Olomouc v 9. třídě základní školy. Do Olomouce se ale nestěhoval jen kvůli fotbalu, začal zde také studovat střední zemědělskou školu, která mu dovolila skloubit fotbal a studium.
Do prvního týmu olomoucké Sigmy se Ujfaluši dostal v roce 1996, první utkání za tento tým odehrál ale až v sezoně 1997/1998. V této sezoně se na trávník dostal celkem jedenáctkrát a dal 2 branky. Od následující sezony se prosadil do základní sestavy a v sezonách 1998/99 a 1999/00 chyběl pouze ve třech zápasech. V prosinci 2000 Ujfaluši přestoupil do německého týmu Hamburger SV.

### Hamburger SV
Ujfaluši se tak stěhoval na sever Německa, Sigma Olomouc za tento přestup vyinkasovala 50 milionů korun. V Německu nakonec strávil tři a půl roku, během kterých stihl také proniknout do české seniorské reprezentace. Po dobu působení v Hamburku se stal jedním z nejdůležitějších hráčů týmu , jediným negativem bylo jen zranění kolene v roce 2003, po kterém se ale dokázal rychle vrátit na trávník a nabrat výbornou formu, což vyústilo až v jeho nominaci na EURO 2004. V roce 2003 vyhrál Ujfaluši s týmem Hamburku německý ligový pohár, Hamburk ve finále porazil Borussii Dortmund 4:2.

### ACF Fiorentina
Začátky ve Fiorentině neměl nejjednodušší. Sezona byla bez zimní přestávky, tvrdší tréninky a nedůvěra trenérů – to byly věci, které Ujfalušimu přestup vůbec neusnadňovaly. První sezona v Itálii nebyla příliš úspěšná, klub hrál o záchranu. I tak Ujfaluši vydržel a postupně se vypracoval na jednoho z nejlepších obránců v Itálii [zdroj?]. S Fiorentinou obsadil před potrestáním za korupční aféru 4. místo, pro trest kvůli již zmiňované korupční aféře si ale evropské poháry nezahrál. V létě roku 2008 přestoupil do španělského klubu Atlético Madrid.

### Atlético Madrid
V první sezóně v Atleticu pomohl týmu ke 4. místu v lize. V následující sezóně 2009/10 skončilo Atlético v lize až deváté, ale tým s Tomášem Ujfaluši dokázal vyhrát nově založenou soutěž - Evropskou ligu UEFA i Superpohár UEFA.

### Galatasaray Istanbul
20. června 2011 podepsal Ujfaluši smlouvu na dva roky s opcí s tureckým velkoklubem Galatasaray Istanbul , přestoupil za 2 miliony eur a sešel se zde s českým útočníkem Milanem Barošem. Ve své první sezóně 2011/12 se mu podařilo s klubem získat titul. Získal zde rovněž ocenění klubového obránce sezóny 2011/12. Na začátku sezóny 2012/13 utrpěl zranění kolena a do konce ročníku se již na hřiště nedostal. Klub následně opci neuplatnil.

### Sparta Praha
8. srpna 2013 podepsal roční smlouvu s opcí v AC Sparta Praha. Svůj první zápas v dresu Sparty odehrál 5. září 2013 v přípravném utkání se Slovanem Bratislava, strávil na hřišti 60 minut. Sparta zvítězila 1:0. Debut v soutěžním zápase absolvoval 24. září ve 3. kole Poháru České pošty proti Zlínu (výhra 1:0 a postup do 4. kola). 1. prosince 2013 se z důvodu nedoléčeného kolena rozhodl ukončit hráčskou kariéru. Během podzimní části sezóny 2013/14 odehrál jen 4 zápasy, z toho ani jeden ligový (šlo o 2 pohárové a 2 přípravné zápasy).

## Reprezentační kariéra
V roce 1997 se Ujfaluši stal hráčem reprezentace ČR do 21 let. V roce 2000 se zúčastnil mistrovství Evropy hráčů do 21 let na Slovensku, kde Češi získali stříbrné medaile, když ve finále podlehli Itálii 1:2. Druhé místo znamenalo kvalifikaci na Letní olympijské hry 2000 v Austrálii, kde české mužstvo obsadilo se 2 body za dvě remízy poslední, čtvrté, místo v základní skupině C.
Jeho reprezentační debut v A-mužstvu Česka se odehrál v utkání Makedonie - Česko, které skončilo 1:1. Své první reprezentační góly dal Ujfaluši týmu Jugoslávie 6. září 2002 (přispěl k vysoké výhře na Letné 5:0). Během působení v Hamburku odehrál s reprezentací neúspěšnou kvalifikaci na MS 2002 a také kvalifikaci o Euro 2004. Stabilním hráčem reprezentace se ale stal až za trenéra Brücknera.
- První zápas v reprezentaci: 28. února 2001 Makedonie - Česko 1:1
- účast na ME 2004 v Portugalsku
- účast na MS 2006 v Německu
- účast na ME 2008 v Rakousku a Švýcarsku

### Euro 2004
Na evropském šampionátu odehrál Ujfaluši ve čtyřech zápasech 375 minut, česká reprezentace zde společně s Nizozemskem obsadila 3. místo, když v semifinále podlehla pozdějším vítězům z Řecka 0:1 v prodloužení stříbrným gólem Traianose Dellase.
Díky výkonům na EURU a také v Hamburku se o Ujfalušiho začaly zajímat přední evropské týmy. Největší zájem projevila italská Fiorentina, pro kterou mluvil také fakt, že Ujfaluši vždy chtěl hrát italskou Serii A. Sám požádal šéfa Hamburku, aby mohl do Itálie přestoupit. Přestup vyšel, i když to nebylo jednoduché, neboť těsně před přestupem byl zvolen kapitánem Hamburku. I tak se stěhoval z Německa do Itálie.

### MS 2006
Společně se spoluhráči z reprezentace se Ujfaluši zúčastnil MS v Německu v roce 2006. Již postup na světový turnaj znamenal pro Českou republiku úspěch, bylo to poprvé, co se týmu podařilo na tento nejvýznamnější turnaj kvalifikovat. První zápas vyhrálo české mužstvo nad USA 3:0, ale po prohře s Ghanou 0:2 už postup ze skupiny tak reálný nebyl. V tomto utkání navíc dostal Ujfaluši za stavu 0:1 v 65. minutě červenou kartu, čímž oslabil český tým. V dalším utkání proti Itálii proto nemohl hrát. Po porážce s Itálií 0:2 se tak český tým rozloučil s turnajem už po základní skupině.

### Euro 2008
Na Mistrovství Evropy ve fotbale 2008 odehrál Ujfaluši všechny tři zápasy v základní skupině, v prvním utkání se Švýcarskem (výhra ČR 1:0) byl vyhlášen nejlepším hráčem zápasu. Poté přišla porážka 1:3 s Portugalskem a kolaps s Tureckem, kdy národní tým ztratil před koncem vedení 2:0 a prohrál 2:3, což jej stálo postup do čtvrtfinále.

### Reprezentační góly a zápasy

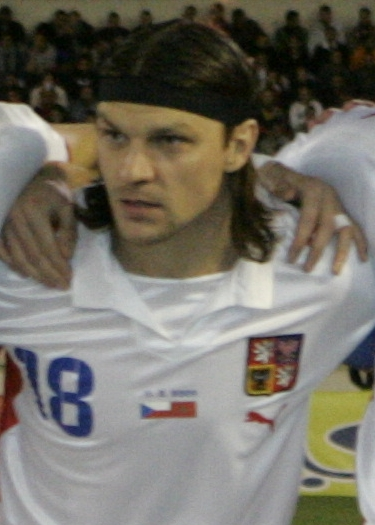
Tomáš Ujfaluši v reprezentačním dresu.

Góly Tomáše Ujfalušiho v českém reprezentačním A-mužstvu 
| Gól | Datum      | Stadion      | Soupeř     | Skóre (min.) | Výsledek | Soutěž           | Gól         |
| --- | ---------- | ------------ | ---------- | ------------ | -------- | ---------------- | ----------- |
| 010 | 6. 9. 2002 | Letná, Praha | Jugoslávie | 02:000 (21.) | 5:0      | přátelské utkání | padl ze hry |
| 02  | 6. 9. 2002 | Letná, Praha | Jugoslávie | 04:000 (55.) | 5:0      | přátelské utkání | padl ze hry |

Zápasy Tomáše Ujfalušiho v českém reprezentačním A-mužstvu 
| Rok    | Zápasy | Góly |
| ------ | ------ | ---- |
| 2001   | 6      | 0    |
| 2002   | 8      | 2    |
| 2003   | 8      | 0    |
| 2004   | 12     | 0    |
| 2005   | 11     | 0    |
| 2006   | 11     | 0    |
| 2007   | 8      | 0    |
| 2008   | 12     | 0    |
| 2009   | 2      | 0    |
| Celkem | 78     | 2    |

## Osobní život
Ujfaluši je rozvedený, s exmanželkou Kateřinou má dceru Kačenku. Jména svých dvou lásek má dokonce vyšitá na kopačkách. Kromě toho, že vystudoval střední školu, udělal i přijímací zkoušky na vysokou školu, kterou ale nezačal studovat z důvodu sportovního vytížení. Mezi jeho záliby patří golf a móda, věnuje se také charitě. Zúčastnil se například charitativní módní přehlídky pro nadaci Terezy Maxové, společně s bratrancem Robinem se také angažuje v projektech na pomoc africkému fotbalu.

## Reprezentační aféry
V roce 2007 skončila bouřlivá oslava Ujfalušiho 29. narozenin s reprezentačním týmem mediálním skandálem.
V dubnu 2009 prošel další aférou, když se po prohraném kvalifikačním zápase o MS se Slovenskem skupina fotbalistů odebrala k „oslavě“ ve společnosti mladých prostitutek. To neuniklo pozornosti fotografů a sponzoři reprezentace poté tlačili na ČMFS, že takto by se reprezentanti neměli chovat, i když mají „po pracovní době“. Po propuknutí této aféry se Ujfaluši 8. dubna 2009 rozhodl ukončit své působení v reprezentačním týmu. Z aféry vzešla okřídlená hláška „nic jsem neplatil a ta částka taky nesouhlasí“ – podobně totiž Ujfaluši reagoval na dotazy novinářů, přičemž ovšem podle svého pozdějšího vyjádření neměl na mysli placení prostitutkám, nýbrž pouze za občerstvení, a to v nižší částce, než jakou novináři ve svých zprávách uváděli.